# Changeling
Changeling är en amerikansk dramafilm från 2008 i regi av Clint Eastwood efter manus av J. Michael Straczynski. Den hade urpremiär vid filmfestivalen i Cannes den 20 maj 2008, biopremiär i oktober 2008 i USA och den 9 januari 2009 i Sverige. Filmen är delvis baserad på den verkliga historien om Wineville Chicken Coop Murders som avslöjades 1928.
På Oscarsgalan 2009 nominerades Changeling för Bästa kvinnliga huvudroll till Angelina Jolie, Bästa foto och Bästa scenografi.

## Handling
Christine Collins (spelad av Angelina Jolie) är en ensamstående mor med sin son Walter i Los Angeles under sent 1920-tal. Hon älskar sin son över allt annat och de har det bra tillsammans. En dag tvingas hon arbeta extra och tvingas lämna Walter hemma en eftermiddag, när hon kommer hem är Walter spårlöst försvunnen. Stadens polis, som kämpar med hårda rykten om korruption, börjar leta efter pojken och efter fem månader av ovisshet får Christine veta att man funnit Walter vid liv. Det visar sig snart bara vara ett problem, det är inte hennes son polisen har hittat. När Christine konfronterar myndigheterna stämplas hon som en olämplig mor med vanföreställningar, och spärras in på mentalsjukhus.

## Medverkande i urval
- Angelina Jolie – Christine Collins
- John Malkovich – Pastor Gustav A. Briegleb
- Jeffrey Donovan – J.J. Jones, kapten vid Los Angeles-polisen
- Michael Kelly – Lester Ybarra, polisassistent
- Colm Feore – James E. Davis, polischef
- Jason Butler Harner – Gordon Stewart Northcott
- Amy Ryan – Carol Dexter
- Geoff Pierson – Sammy "S.S." Hahn
- Denis O'Hare – Dr. Jonathan Steele
- Frank Wood – Ben Harris
- Peter Geretty – Dr. Earl W. Tarr
- Reed Birney – Borgmästare George E. Cryer
- Gattlin Griffith – Walter Collins
- Eddie Alderson – Sanford Wesley Clark
- Devon Conti – Arthur Hutchins, Jr./"Walter Collins"